# Лахтанперя
Лахтанперя — пресноводный водоём на территории Эссойльского сельского поселения Пряжинского района Республики Карелии.

## Общие сведения
Площадь водоёма — 1,2 км². Располагается на высоте 106,7 метров над уровнем моря.
Форма Лахтанперя продолговатая: оно более чем на три километра вытянуто с северо-запада на юго-восток. Берега каменисто-песчаные, местами заболоченные.
В северо-западную оконечность Лахтанперя впадает протока Подарви, вытекающая из Лакшозера. Из юго-восточной оконечности вытекает протока без названия, впадающая в Сямозеро, из которого берёт начало река Сяпся, впадающая в Вагатозеро. Через последнее протекает река Шуя.
У юго-восточной оконечности водоёма располагается деревня Лахта, к которой подходит дорога местного значения 86К-277 («Кудама — Лахта»).
Код объекта в государственном водном реестре — 01040100111102000017099.

## Панорама

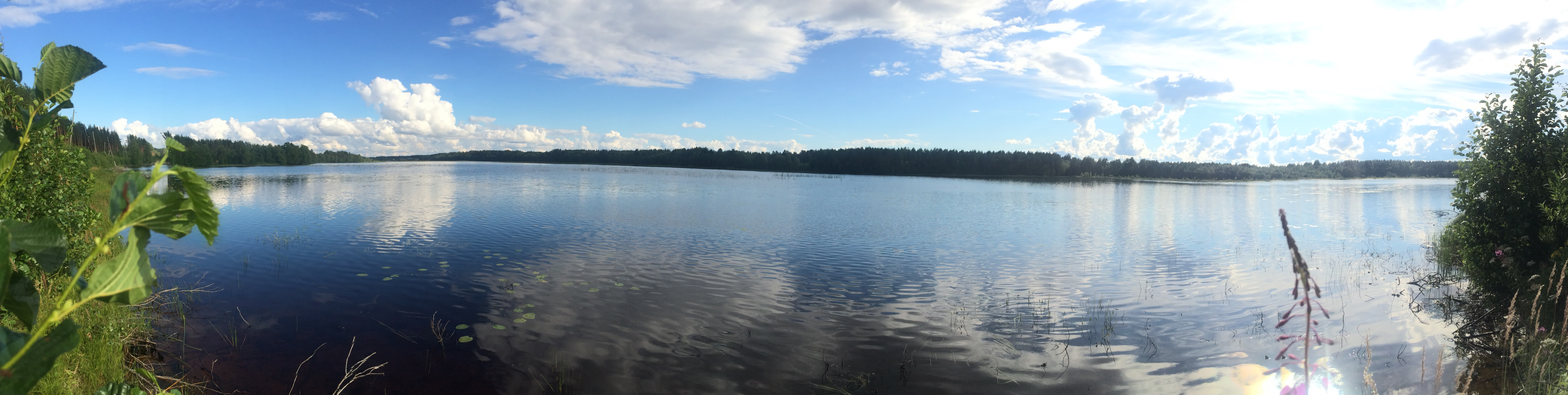
Панорама